# Cecilia Malmström
Anna Cecilia Malmström (Estocolmo, 15 de mayo de 1968) es una política sueca. Ocupó el cargo de Comisaria de Comercio en la Comisión Europea desde el 1 de noviembre de 2014 hasta el 30 de noviembre de 2019.

## Biografía
Cecilia Malmström nació en Estocolmo, y creció en Gotemburgo y Francia. Habla sueco, inglés, español y francés de forma fluida y también habla un poco de alemán e italiano. Reside actualmente en Gotemburgo  con su marido y sus dos hijas gemelas.
Antes de ocupar este cargo, fue Ministra de Asuntos Europeos del Gobierno sueco, entre 2006 y 2010 y eurodiputada entre 1999 y 2006. Anteriormente había ocupado cargos a nivel local en el ayuntamiento de Gotemburgo
Es miembro del Partido Popular Liberal, que forma parte de la Alianza de los Demócratas y Liberales por Europa. 
Cuando era diputada del Parlamento Europeo, era miembro de la Comisión de Asuntos Exteriores y miembro sustituto de la Comisión de Mercado Interno y Protección del Consumidor. Durante su mandato como diputada, inició la campaña web [oneseat.eu], cuyo objetivo es que la sede permanente del Parlamento Europeo sea Bruselas. 
Cecilia Malmström apoya la integración de Suecia en el euro. En agosto de 2007, fue uno de los políticos que apoyó un nuevo referéndum sobre la adopción del euro (el primero fue en 2003).